# Aurelia Dobre
(Aurelia Dobre, in un'intervista al TIME)
Aurelia Dobre (Bucarest, 16 novembre 1972) è un'ex ginnasta rumena, in attività negli anni ottanta.
I suoi maggiori successi sono le tre medaglie d'oro (concorso individuale, trave e concorso a squadre) ai Mondiali di Rotterdam del 1987 e la medaglia d'argento nel concorso a squadre ai Giochi olimpici di Seul del 1988.

Detiene due record: quello di essere stata la più giovane ginnasta in assoluto ad essere diventata campionessa del mondo (all'età di 14 anni e 352 giorni) e quello di essere stata la prima ginnasta rumena a vincere il titolo mondiale nel concorso individuale.

## Biografia

### Dopo il ritiro
Terminata la carriera agonistica, nel 1990, la Dobre ha posato senza veli per il numero di settembre della rivista Dutch Playboy, ricevendo un compenso che si aggirò intorno ai 50.000 dollari.

### Vita privata
Aurelia Dobre vive ora nel Maryland (Stati Uniti ), dove fa la coreografa e l'allenatrice.

È sposata dal 7 novembre 1992 con Ben Mofid (già ex-marito della ginnasta sovietica Oksana Omel'jančik), dal quale ha avuto quattro figli, Cyrus, Darius e i gemelli Lucas e Marcus.

## Palmarès[1][2][4][5][6]
- 1985: Campionati balcanici jr. di Atene:
  - medaglia d'oro nel concorso individuale
  - medaglia d'oro nel concorso a squadre
- 1985 - Internazionali di Avignone
  - medaglia d'argento nel concorso individuale
- 1986 - Internazionali di Avignone
  - medaglia d'oro nel concorso individuale
- 1987 - Campionati mondiali di Rotterdam:
  - medaglia d'oro nel concorso individuale
  - medaglia d'oro alla trave
  - medaglia d'oro nel concorso a squadre
  - medaglia di bronzo al corpo libero
  - medaglia di bronzo al volteggio
- 1987 - Gran Prix di Roma
  - medaglia d'oro nel concorso individuale
- 1988 - Giochi olimpici di Seul:
  - medaglia d'argento nel concorso a squadre
- 1988 - Tokyo Cup:
  - medaglia d'argento nel volteggio
  - medaglia d'argento alla trave
- 1989 - Campionati mondiali di Stoccarda:
  - medaglia d'argento nel concorso a squadre
- 1989 - Gran Prix di Roma
  - medaglia di bronzo nel concorso individuale